# Komjatnianska dolina (Velká Fatra)
Komjatnianska dolina je údolí v severní části pohoří Velké Fatry na Slovensku.
Údolím protéká potok Komjatná a vede tudy značená turistická trasa ze Švošova přes Komjatnou a vrch Radičiná do Ružomberka. Údolí je pojmenována po obci Komjatná, která se rozkládá na jejím konci.

## Přístupnost
- Turistická značená trasa 0853